# Епіла
Епіла (ісп. Épila) — муніципалітет в Іспанії, у складі автономної спільноти Арагон, у провінції Сарагоса. Населення — 4765 осіб (2010).
Муніципалітет розташований на відстані близько 240 км на північний схід від Мадрида, 33 км на захід від Сарагоси.
На території муніципалітету розташовані такі населені пункти: (дані про населення за 2010 рік)
- Епіла: 4665 осіб
- Фабріка-Асукарера: 100 осіб
- Сантуаріо-де-Роданас: 0 осіб

## Демографія
Динаміка населення (INE ):